# Hippias (Architekt)
Hippias (altgriechisch Ἱππίας) war ein griechischer Architekt des 2. Jahrhunderts.
Er wird genannt in dem unter dem Namen Lukians veröffentlichten Werk Hippias oder das Bad (Ἱππίας ἢ Βαλανεῖον, „Hippias e balaneion“), in dem er als Zeitgenosse Lukians (etwa 120–180) in Erscheinung tritt. Er wird als Architekt der dort beschriebenen Therme vorgestellt, die jedoch nur oberflächlich dargestellt wird, ohne auf technische Einzelheiten einzugehen. Hippias wirkte der Schrift zufolge nicht nur als Architekt, er trat auch als Mechaniker, Musiker, Astronom, Geometer und Rhetor hervor.